# Gaius Annius Titianus
Gaius Annius Titianus war ein im 2. Jahrhundert n. Chr. lebender Angehöriger des römischen Ritterstandes (Eques).
Durch ein Militärdiplom, das auf den 25. April 142 datiert ist, ist belegt, dass Titianus 142 Kommandeur der Cohors I Thracum Sagittariorum war, die zu diesem Zeitpunkt in der Provinz Dacia superior stationiert war. Er stammte aus Altinum.